# Баккер, Клас
Клас Баккер (нидерл. Klaas Bakker; 22 апреля 1926, Амстердам — 3 января 2016, Амстелвен) — нидерландский футболист, игравший на позиции крайнего нападающего.
Баккер начал карьеру в амстердамском «Де Волевейккерсе», в основном составе которого дебютировал в возрасте 16 лет. Со временем стал одним из ведущих игроков клуба, был капитаном команды. В 1951 году перешёл в «Аякс», в котором выступал на протяжении шести сезонов, сыграв за это время 181 матч и забив 46 мячей.

## Спортивная карьера
В возрасте шестнадцати лет Клас Баккер дебютировал в составе футбольного клуба «Де Волевейккерс». В основе впервые появился в матчах чемпионата Амстердама, который проходил в первой половине 1943 года. Он сыграл на позиции правого крайнего нападающего и проявил себя как талантливый игрок. В чемпионате Нидерландов впервые сыграл 12 сентября 1943 года в Дордрехте против местного клуба ДФК — Баккер отметился голом в дебютном матче, который помог его команде одержать крупную победу со счётом 0:4. В течение сезона он играл на позициях левого и правого крайнего нападающего. 24 октября в матче чемпионата отметился дублем за свою команду, а «Де Волевейккерс» победил «Ксерксес» со счетом 4:0. В следующем туре он отметился хет-триком в ворота ХБС. В середине февраля 1944 года «Де Волевейккерс» оформил чемпионство в первой западной группе и вышел в финальную часть чемпионата. По итогам чемпионского турнира его команда впервые в своей истории выиграла титул чемпиона Нидерландов В чемпионском составе Клас был самым молодым футболистом в возрасте 18 лет.

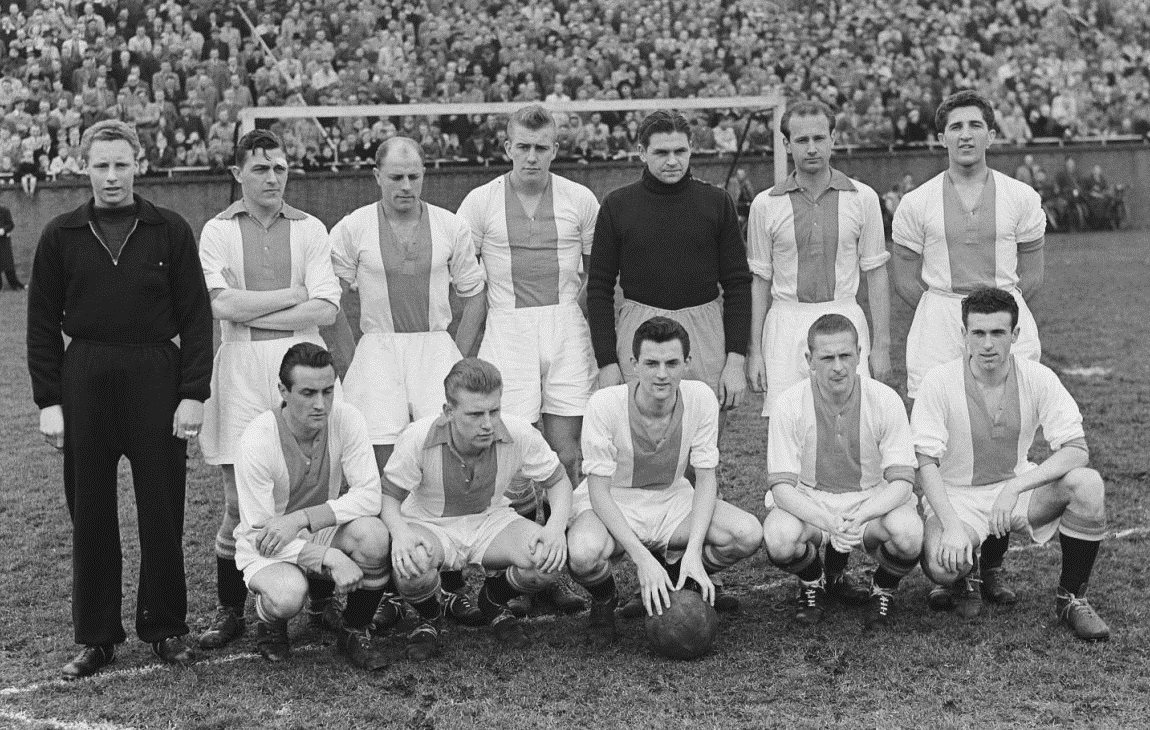
«Аякс» в марте 1952 — Клас Баккер крайний слева в нижнем ряду

В конце декабря 1950 года издание Het Vrije Volk объявило о возможном переходе Баккера в «Аякс». По данным De Telegraaf, футболист сам запросил перевод в другую команду. Летом 1951 года официально перешёл в «Аякс» и уже 19 августа дебютировал за свою новую команду на предсезоном турнире Кубок АРОЛ — в первой игре Клас сделал дубль, дважды поразив ворота АФК. 23 августа отметился голом в товарищеском матче с испанским клубом «Сабадель» на Олимпийском стадионе. В четвёртом туре чемпионата два гола Баккера помогли «Аяксу» крупно обыграть клуб «Снек», эта встреча была дебютной для него в рамках чемпионата. В первом сезоне Класс провёл 29 матчей и забил 11 голов в чемпионате. «Аякс» по итогам сезона занял первое место в своей группе, а в чемпионском турнире выступил неудачно, заняв последнее четвёртое место так и не одержав ни одной победы.
В начале сезона 1952/53 не забивал в течение месяца и в октябре 1952 года был переведён в полузащиту. В январе 1953 года вернулся в атаку, сыграв вместо Ринуса Михелса на позиции центрального нападающего против своего бывшего клуба «Де Волевейккерс» — в первом тайме Баккер забил свой первый гол в сезоне. Встреча завершилась победой «Аякса» со счётом 2:3. Всего в сезоне Баккер отметился двумя забитыми голами в 24 матчах чемпионата.
В ноябре 1955 года забил шесть голов в матче чемпионата с командой ДОС из Утрехта. На домашнем стадионе «Де Мер» амстердамцы одержали победу со счётом 6:3. Достижение Баккера позже повторили несколько игроков «Аякса», а именно Йохан Кройф, Марко ван Бастен, Луис Суарес и Аркадиуш Милик.
30 мая 1957 года Клас провёл свой последний матч за клуб против НОАД. 31-летний футболист провел на поле 45 минут, после чего был заменён на дебютанта Гюса ван Хама. Встреча также стала прощальной для капитана амстердамцев Ге ван Дейка. За шесть сезонов Баккер сыграл в чемпионате 178 матчей и забил 46 голов за «Аякс» — в своём последнем сезоне выиграл с командой чемпионат Нидерландов.
В сентябре 1987 года занял в «Аяксе» должность казначея, заменив на этом посту Лу Бартелса.

## Личная жизнь
Клас родился в апреле 1926 года в Амстердаме. Отец — Рулоф Баккер, был родом из Ньивендама, мать — Албертье Баккер, родилась в Ландсмере. Родители поженились в июле 1924 года в Ландсмере — на момент женитьбы отец работал извозчиком. Помимо Класа, в семье было ещё двое сыновей: Рулоф и Фредерик Люкас.
Женился в возрасте двадцати семи лет — его супругой стала 23-летняя Алтье Каролина (Али) Схеттерс, уроженка Амстердама. Их брак был зарегистрирован 7 ноября 1953 года.
Умер 3 января 2016 года в Амстелвене в возрасте 89 лет.

## Достижения
- Чемпион Нидерландов (2): 1943/44, 1956/57

## Статистика по сезонам
| Клуб | Сезон   | Чемпионат Нидерландов | Чемпионат Нидерландов | Кубок Нидерландов | Кубок Нидерландов | Итого | Итого |
| Клуб | Сезон   | Игры                  | Голы                  | Игры              | Голы              | Игры  | Голы  |
| ---- | ------- | --------------------- | --------------------- | ----------------- | ----------------- | ----- | ----- |
| Аякс | 1951/52 | 29                    | 11                    |                   |                   | 29    | 11    |
| Аякс | 1952/53 | 24                    | 2                     |                   |                   | 24    | 2     |
| Аякс | 1953/54 | 25                    | 7                     |                   |                   | 25    | 7     |
| Аякс | 1954/55 | 33                    | 12                    |                   |                   | 33    | 12    |
| Аякс | 1955/56 | 33                    | 12                    |                   |                   | 33    | 12    |
| Аякс | 1956/57 | 34                    | 2                     | 3                 | 0                 | 37    | 2     |
| Аякс | Итого   | 178                   | 46                    | 3                 | 0                 | 181   | 46    |